# Mangora lechugal
Mangora lechugal là một loài nhện trong họ Araneidae.
Loài này thuộc chi Mangora. Mangora lechugal được Herbert Walter Levi miêu tả năm 2007.